# باغان (سبزوار)
باغان، روستایی است از توابع بخش مرکزی شهرستان سبزوار استان خراسان رضوی ایران.

## جمعیت
این روستا در دهستان قصبه شرقی قرار داشته و بر اساس سرشماری سال ۱۳۸۵ جمعیت آن ۳۵۳ نفر (۹۲ خانوار)
بوده است.